# Línea Tokyu Den-en-toshi
La línea Den-en-toshi (田園都市線) es una línea operada por Tokyu Corporation que conecta la estación de Shibuya en Tokio con la estación de Chuo-rinkan en la prefectura de Kanagawa.
El color que se emplea para representar esta línea en los mapas y en la numeración de las estaciones es el verde. Las siglas de esta línea son DT.
Cabe mencionar que, hasta el año 2000 cuando fue fusionada con la línea Den-en-toshi, el tramo que en la actualidad une la estación de Shibuya con la estación de Futako-tamagawa en el barrio especial tokiota de Setagaya recibía el nombre de "línea Shin-tamagawa".

## Datos generales
Esta línea ofrece un servicio de cercanías que conecta la estación de Shibuya, estación terminal de uno de los centros secundarios de Tokio, con las zonas residenciales de la periferia de la capital hasta la estación de Chuo-rinkan. Se trata de una línea principal que rivaliza con la línea Toyoko de Tokyu Corporation. Además, a partir de la estación de Shibuya, sus trenes circulan por la línea de metro Hanzomon y determinados servicios enlazan a través de ella con las líneas de Tobu Isesaki y Nikko. Aparte, también existe la conexión con la línea Oimachi desde las estaciones de Futako-tamagawa y de Mizonokuchi,
El nombre de esta línea proviene de los anhelos de la Tokyu Corporation por poner en práctica través de la línea Den-en-toshi la "ciudad jardín" teorizada por el urbanista británico Ebenezer Howard en la forma del desarrollo urbanístico "Tama Den-en-toshi". Los emplazamientos al este de la estación de Mizonokuchi se convirtieron en el centro de transporte de esa "Tama Den-en-toshi". Al tiempo que se levantaban las zonas residenciales, se ponía en marcha la red de transportes. Una de sus peculiaridades es que, junto con la línea de Shinkansen, es la única de las líneas más importantes que pasan por la ciudad de Yokohama que no atraviesa la estación de Yokohama. La proporción de los pasajeros residentes en el distrito de Aoba-ku y de otros distritos de Yokohama atravesados por esta línea que se desplazan a Tokio por trabajo o estudios es superior a la de cualquier línea dentro de Yokohama.
Por otra parte, es la primera línea de Tokyu que transcurre en algunos de sus tramos bajo tierra. Concretamente, el que enlaza la estación de Futako-tamagawa con la estación de Shibuya, cuyo servicio era prestado con anterioridad por la extinta línea de tranvías Tamagawa. En 1977, ya bajo tierra, esta sección se renombro como "línea Shin-Yokohama". En el 2000, adoptaría su denominación actual. 
Debido al aumento de la población de la "New Town" de Kohoku, que se encuentra comunicada con la región de "Tama Den-en-toshi" por medio de la línea de metro de Yokohama Blue Line con la estación de Azamino, la masificación de gente se ha agravado durante la hora punta de la mañana, superior a la experimentada por cualquier otra línea de las principales compañías de ferrocarril privados que dan servicio al área metropolitana de Tokio.

### Información sobre la línea

Paradas de la línea Den-en-toshi

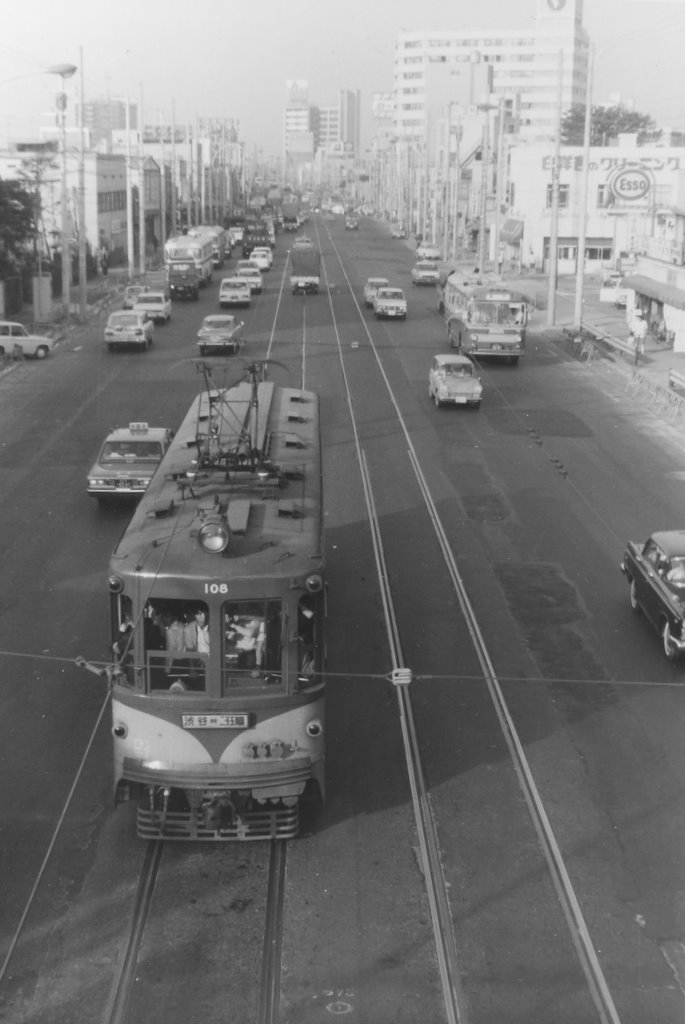
Tren de la antigua línea Tamagawa. El trazado que ocupa en la actualidad la línea Den-en-toshi transcurre bajo tierra.

## Material rodante

### Trenes propiedad deTokyu
Los talleres se localizan en Nagatsuta.
- Serie 2020 [2][3][4]
- Serie 5000

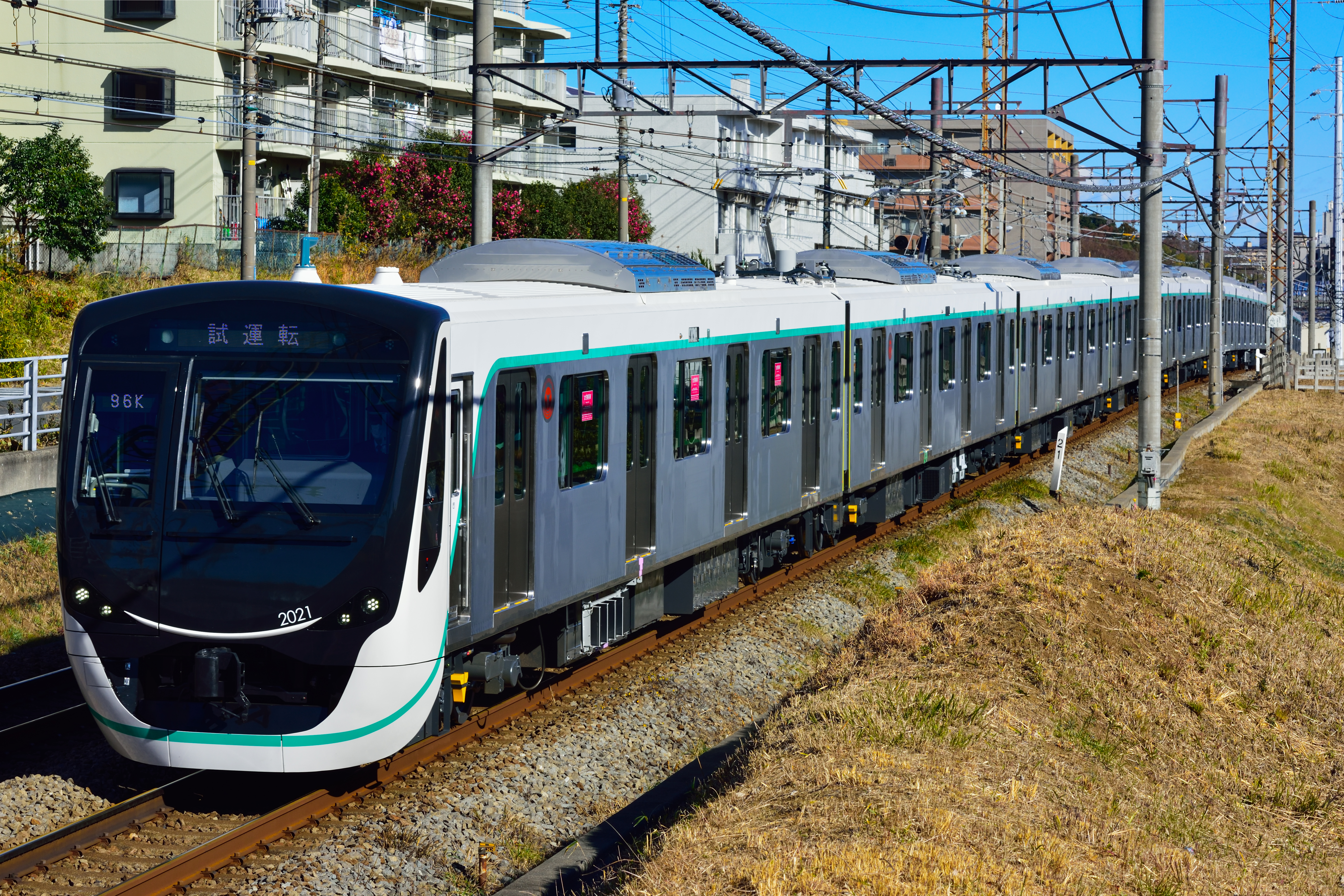
Serie 2020
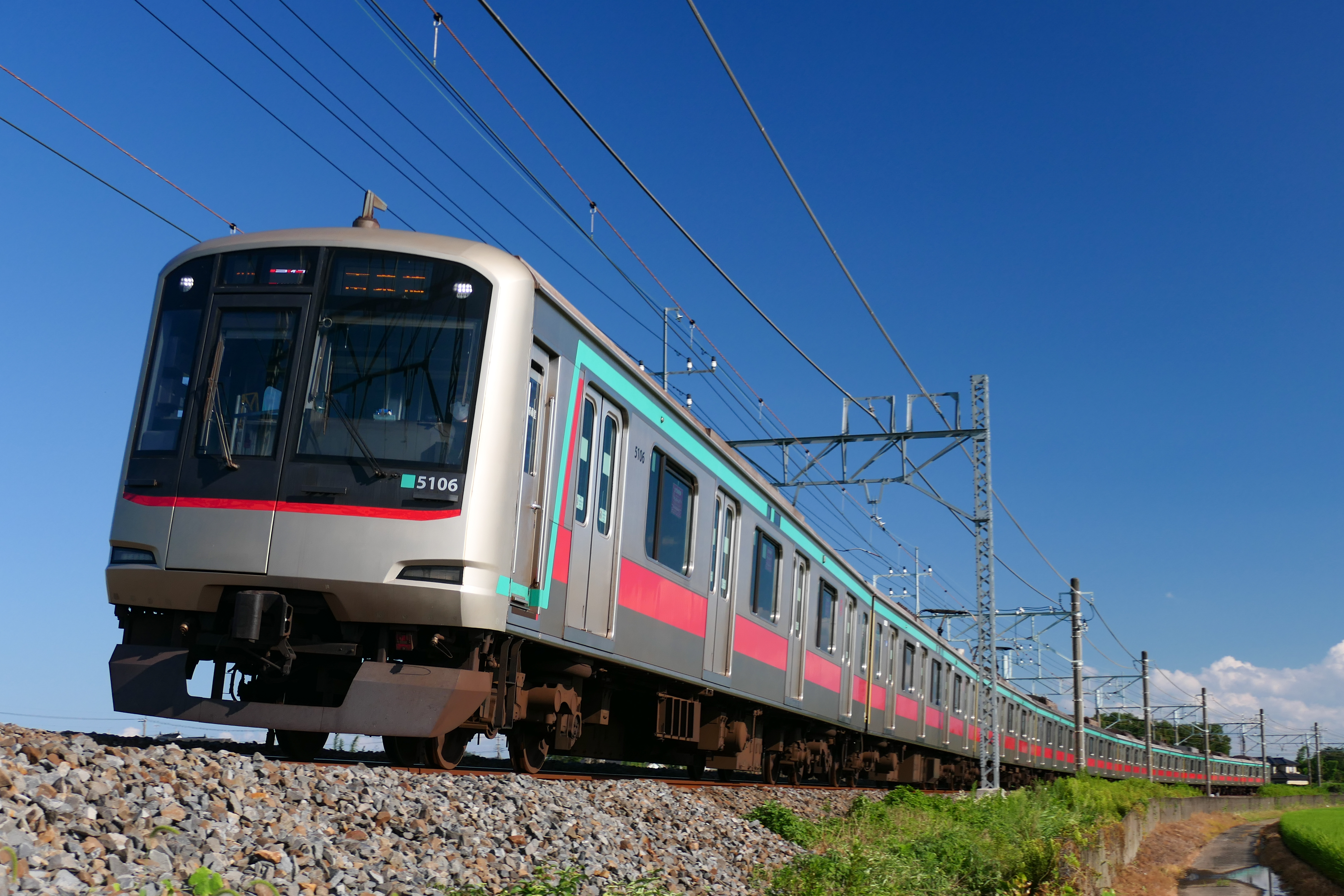
Serie 5000

#### Trenes que enlazan con la línea Oimachi
Los talleres se localizan en Nagatsuta.
- Serie 6020 [5][6]
- Serie 6000
- Serie 9020 [7]
- Serie 9000

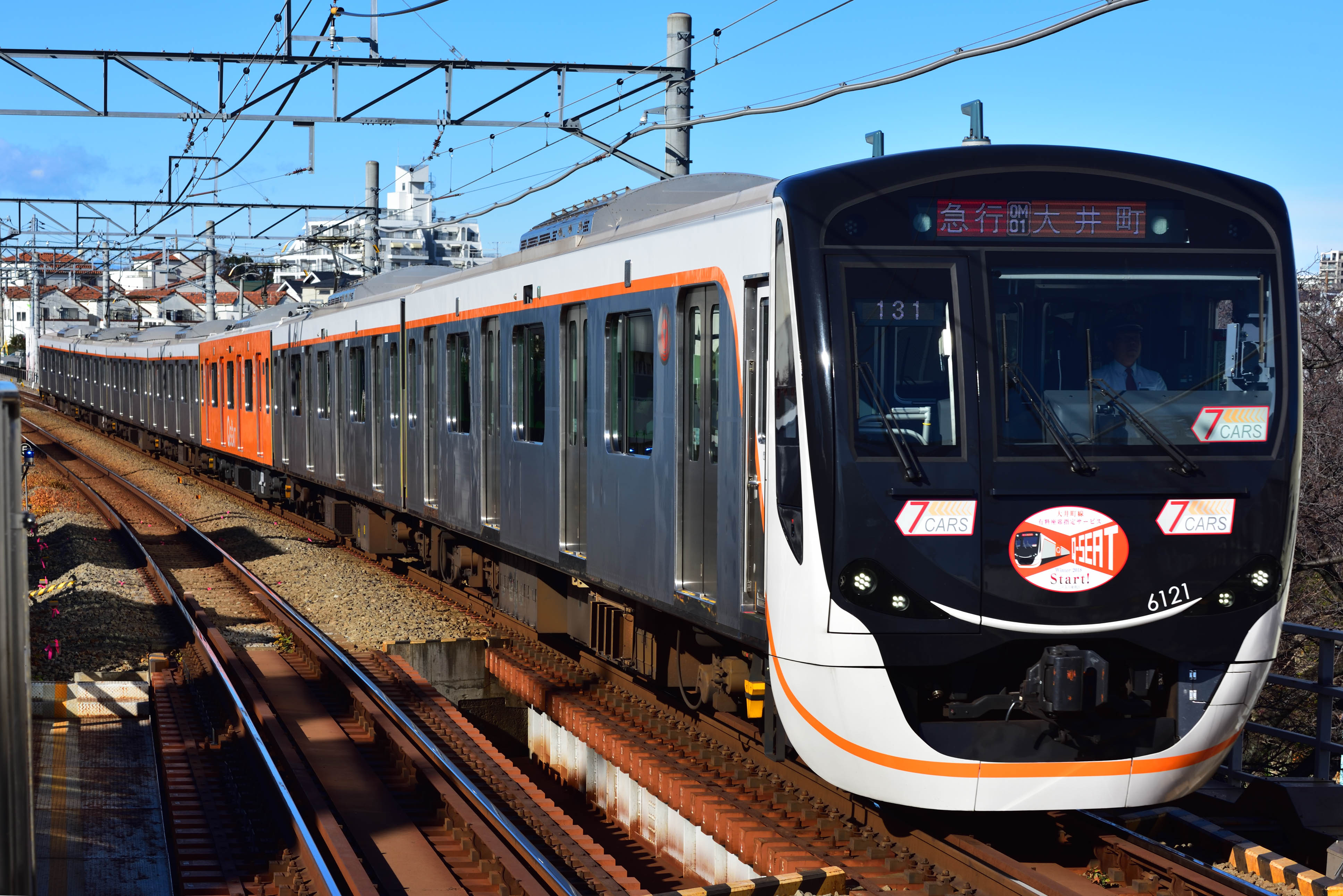
Serie 6020
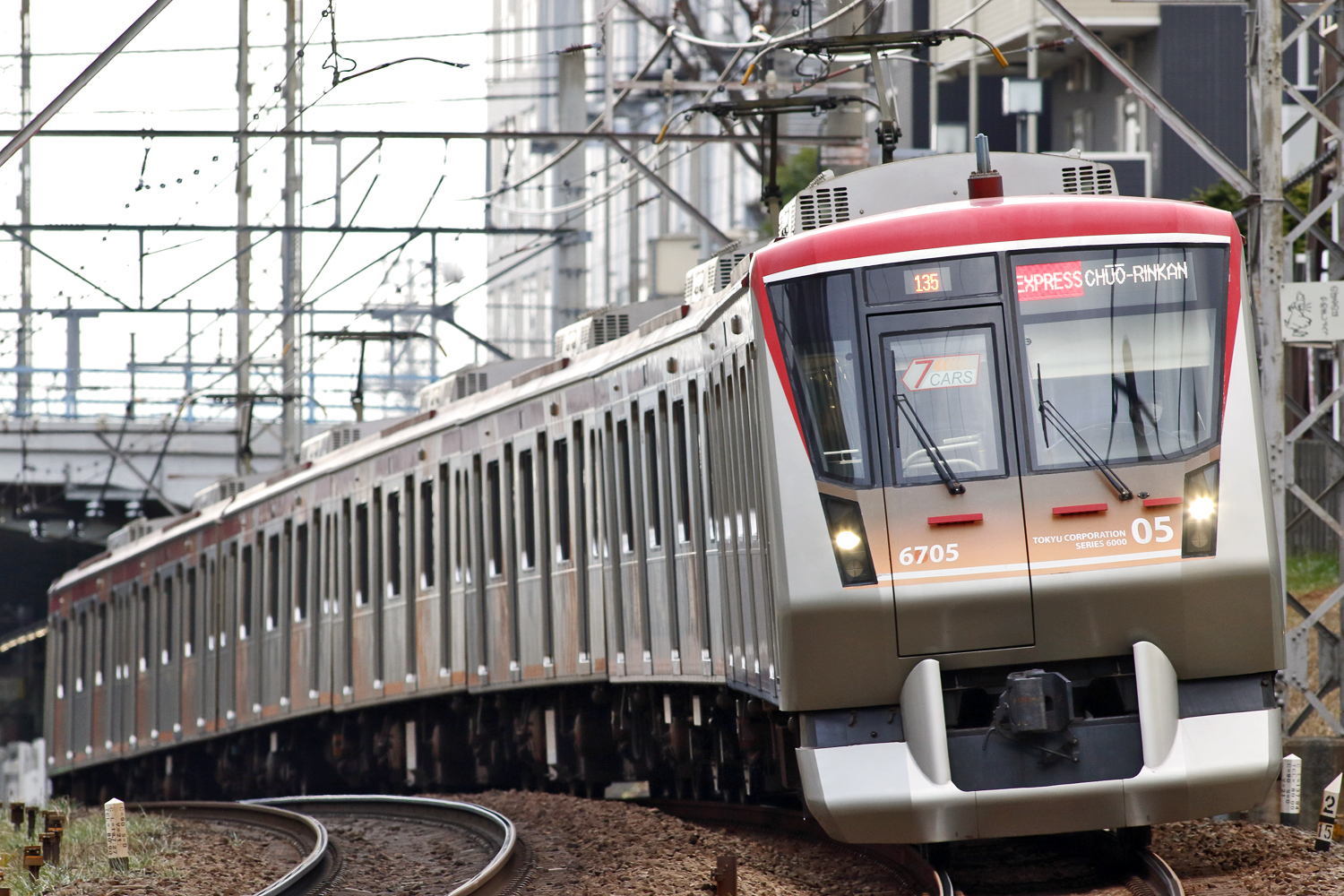
Serie 6000
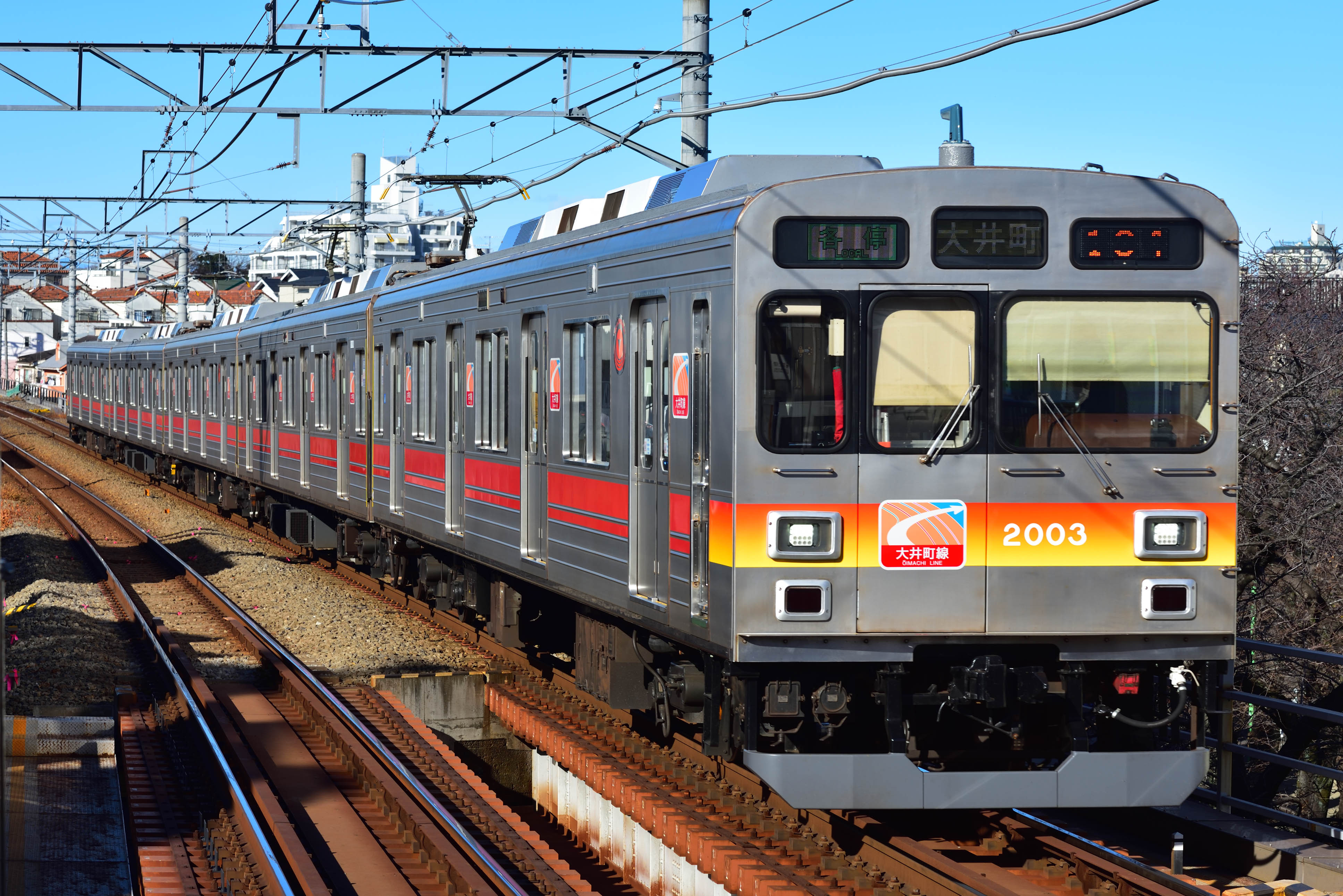
Serie 9020
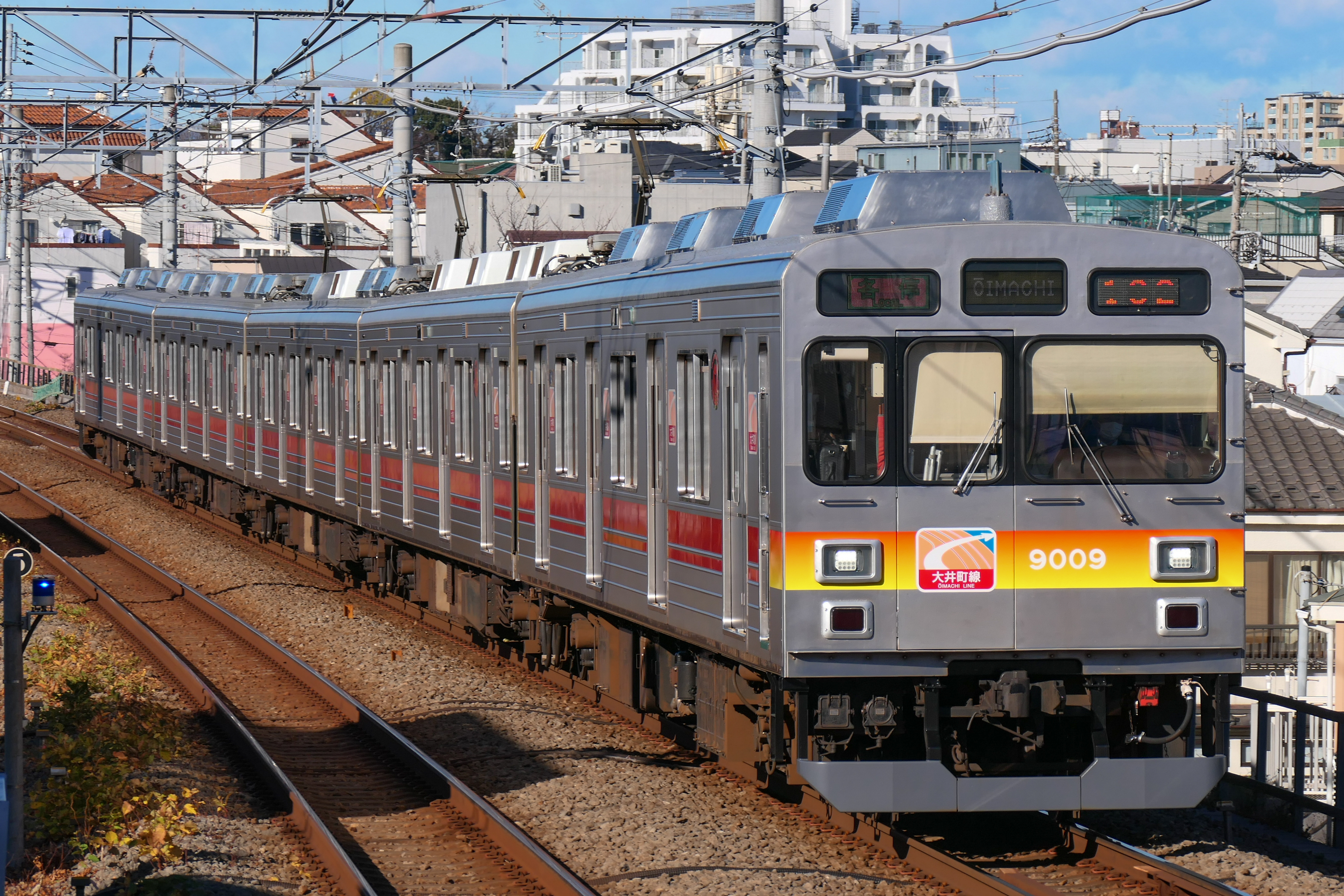
Serie 9000

### Trenes que provienen de líneas de otras empresas
Metro de Tokio
- Serie 8000
- Serie 08
- Serie 18000

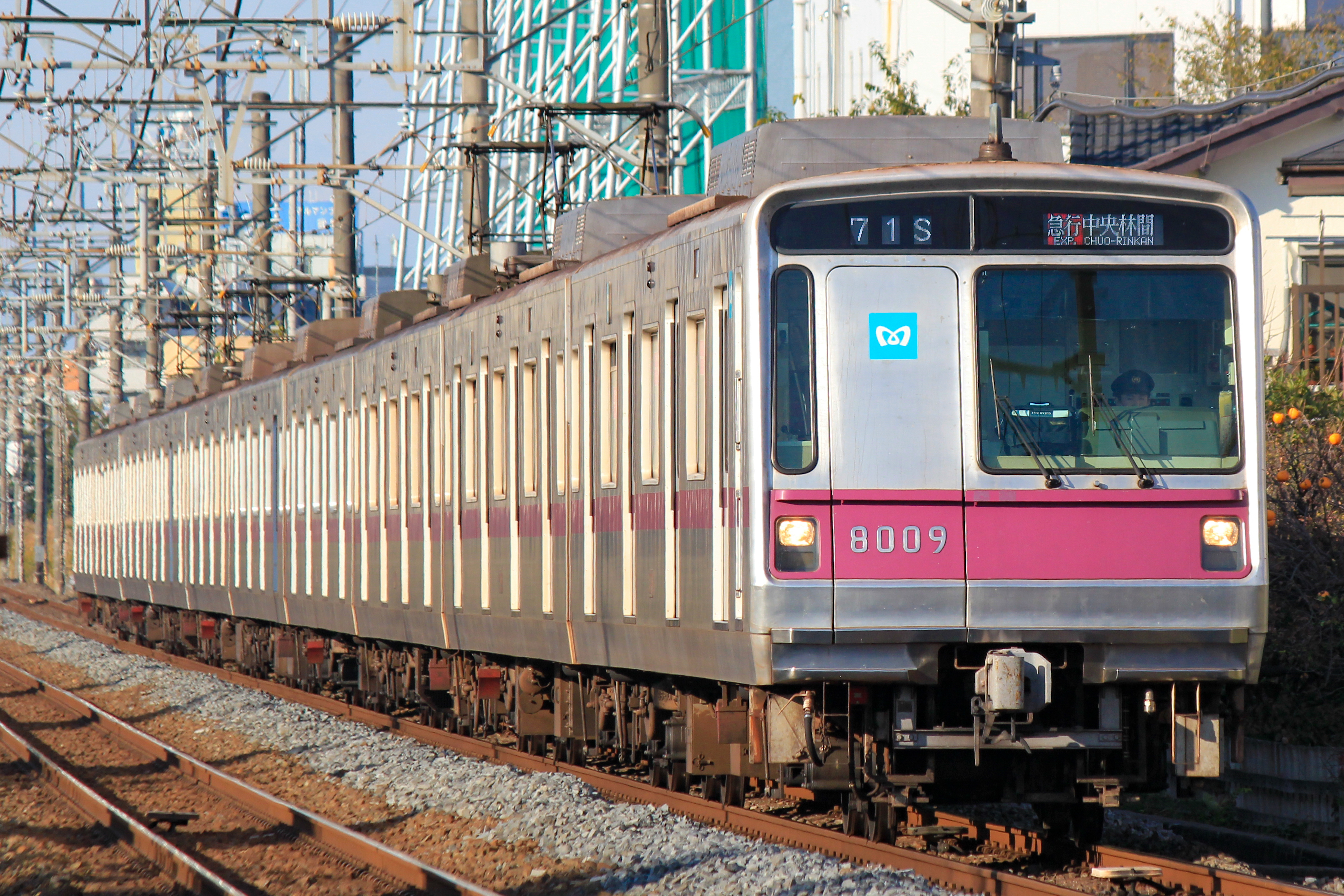
Serie 8000 del Metro de Tokio
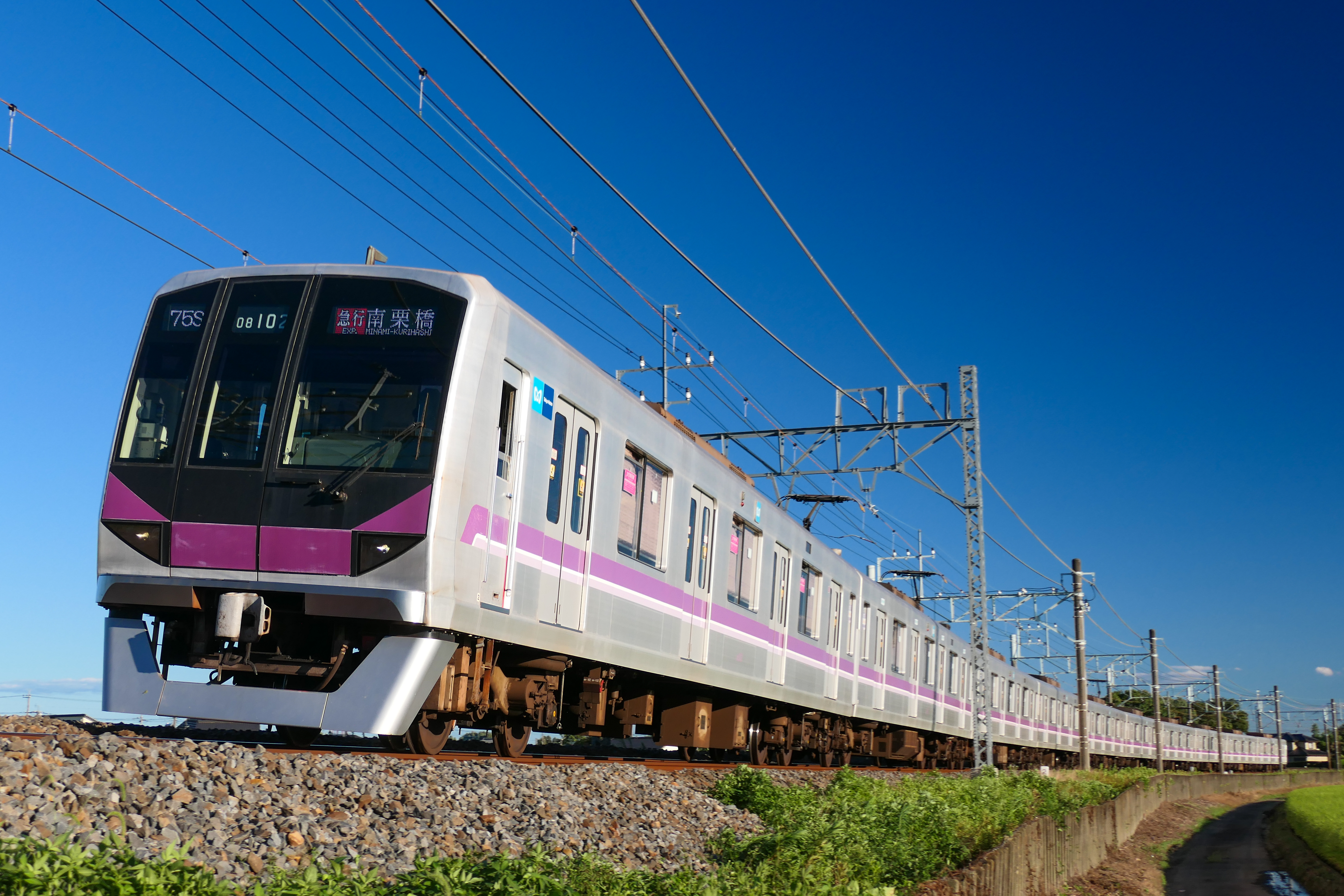
Serie 08 del Metro de Tokio
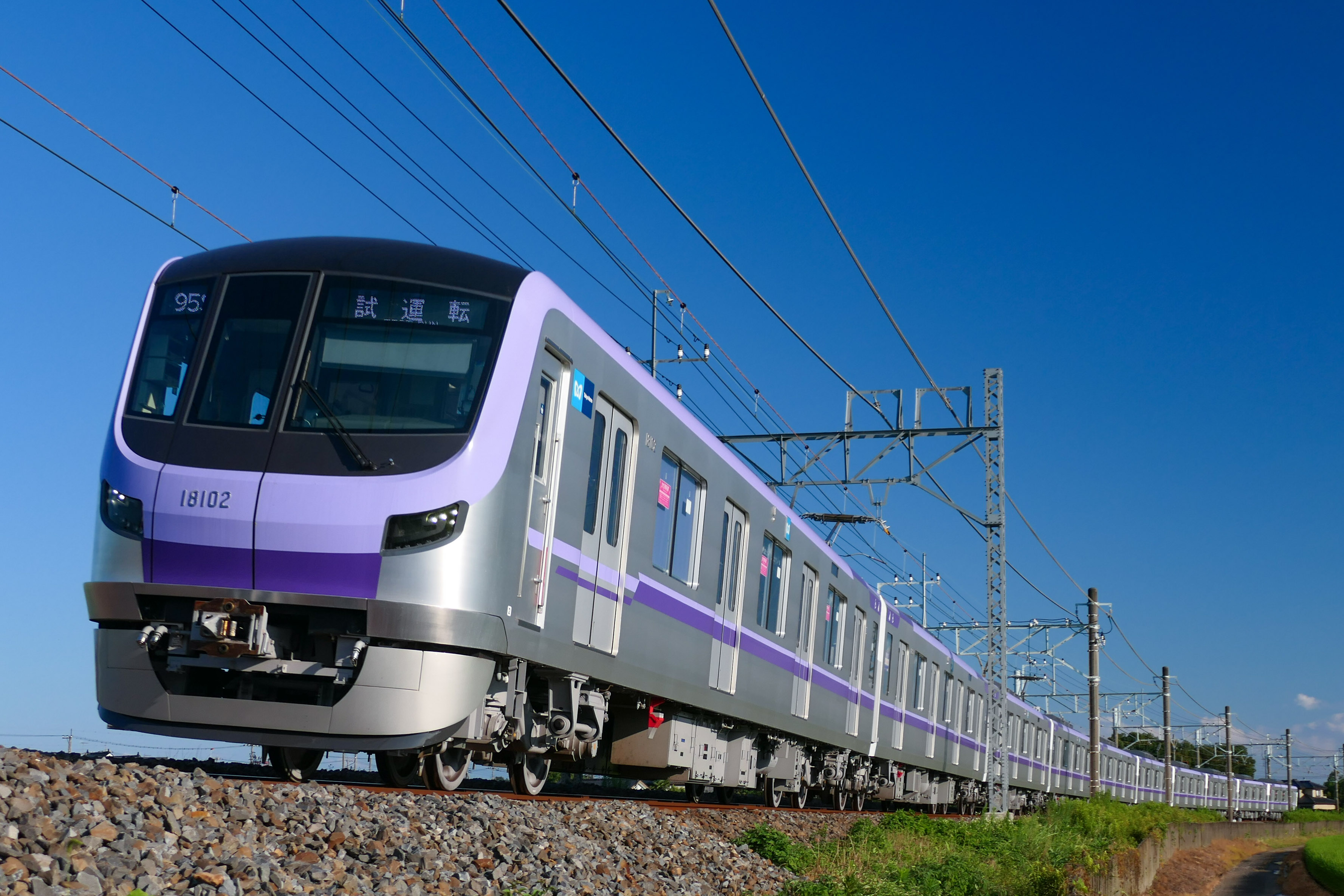
Serie 18000 del Metro de Tokio

Tobu Railway
- Serie 50000 (modelo 50000/modelo 50050)

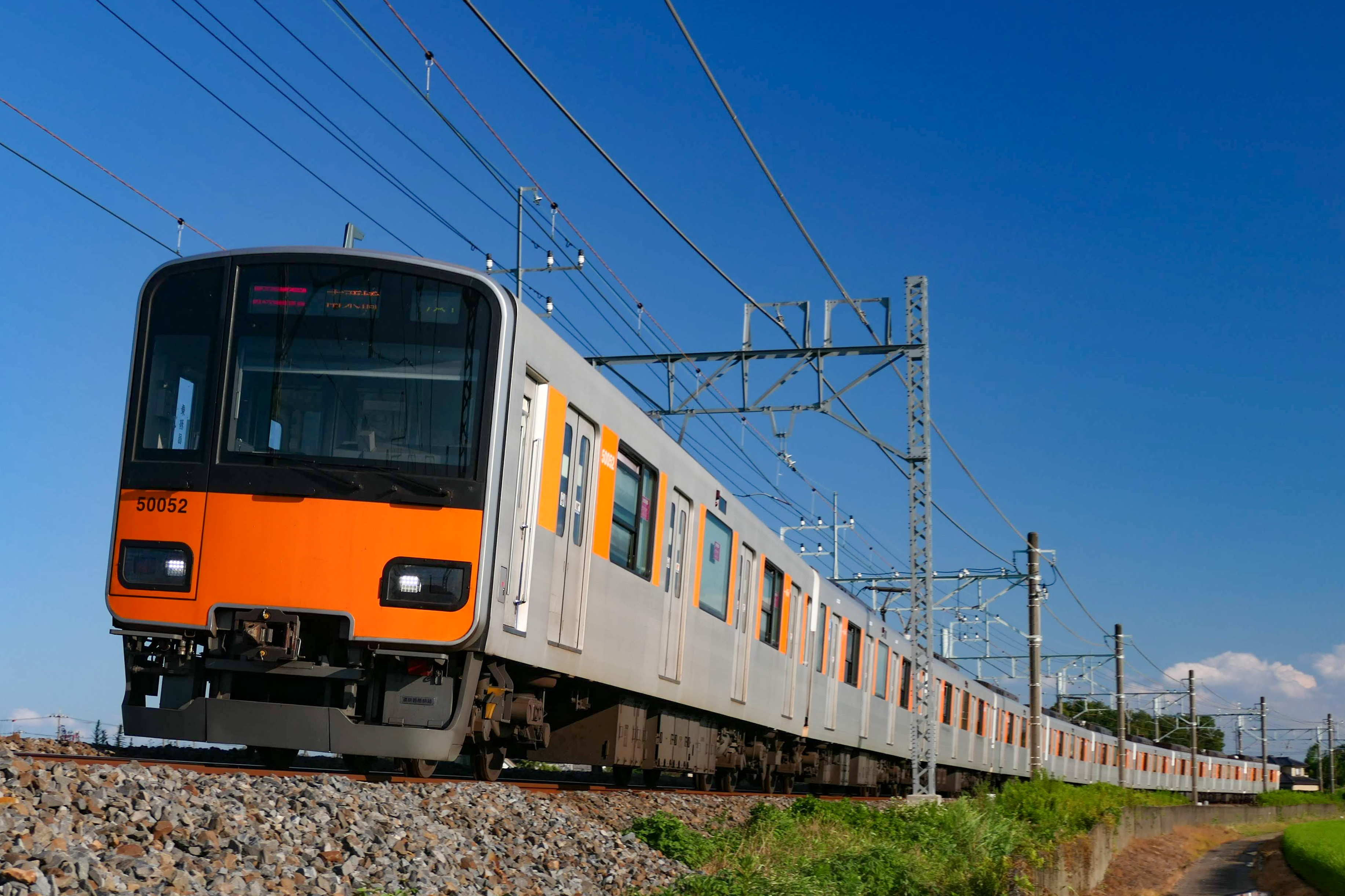
Serie Tobu 50000 (modelo 50050)

### Material empleado en el pasado
- Serie 3000 (primera generación)
- Serie 5000 (primera generación)
- Serie 5200
- Serie 6000 (primera generación)
- Serie 7000 (primera generación)
- Serie 7200
- Serie 8000
- Serie 8500 [8]
- Serie 8590: los vagones intermedios pertenecen a la serie 8090. No permite enlazar con las líneas Tobu.
- Serie 2000: tren de 10 vagones (de 5 vagones para línea Oimachi). No permite enlazar con las líneas Tobu. Renumerada a la serie 9020.
- Serie de Tobu 30000

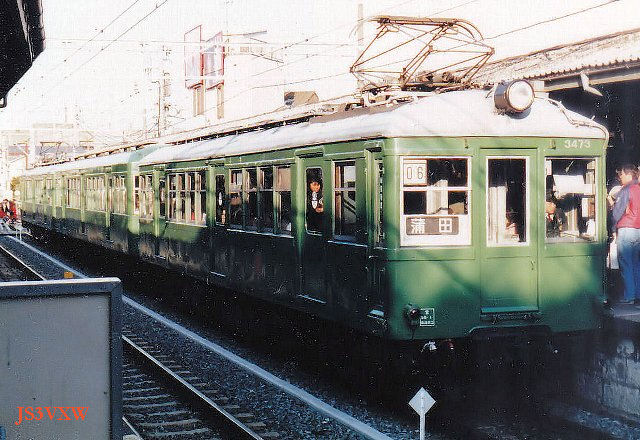
Serie 3000 de primera generación
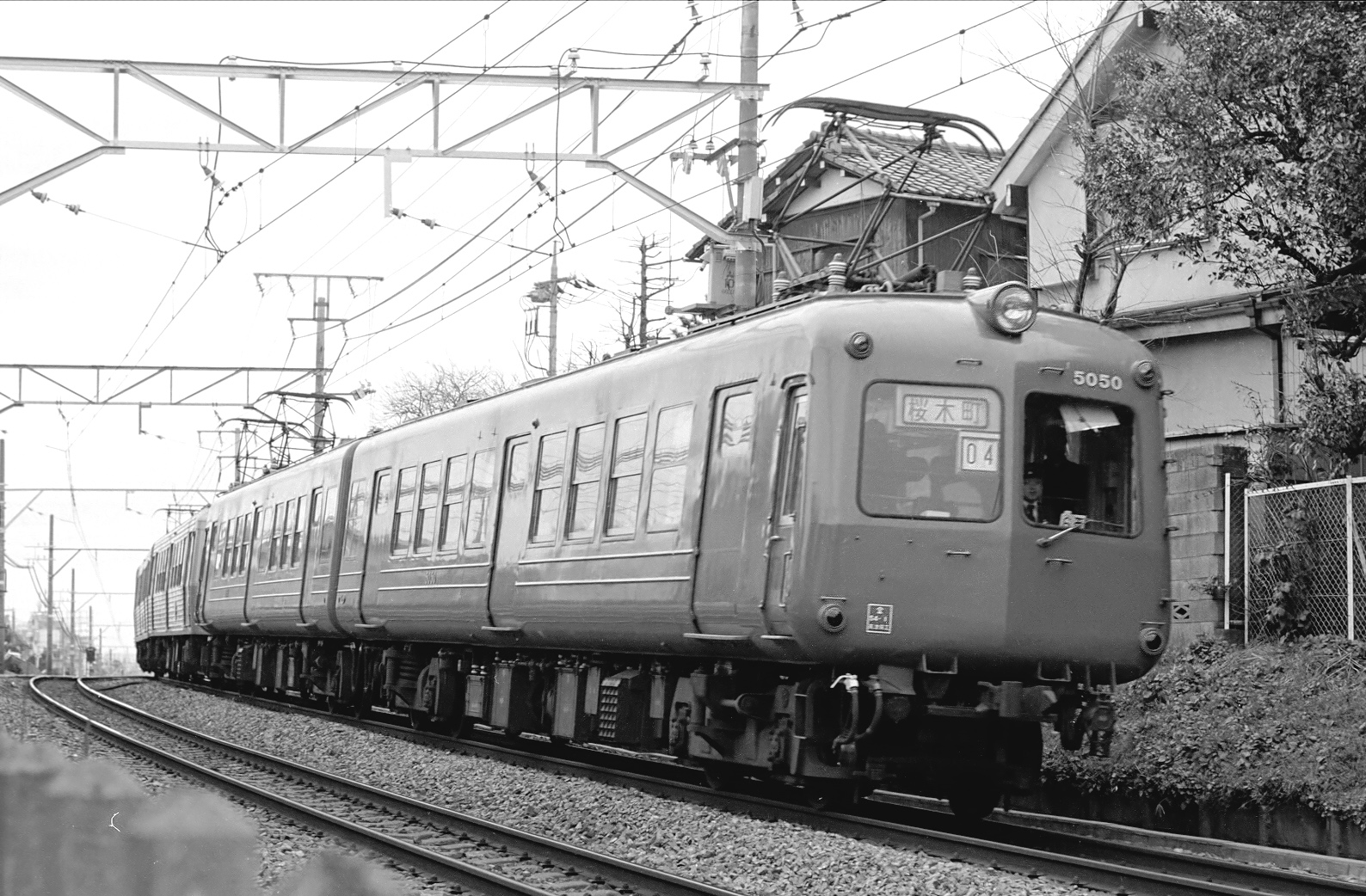
Serie 5000 de primera generación
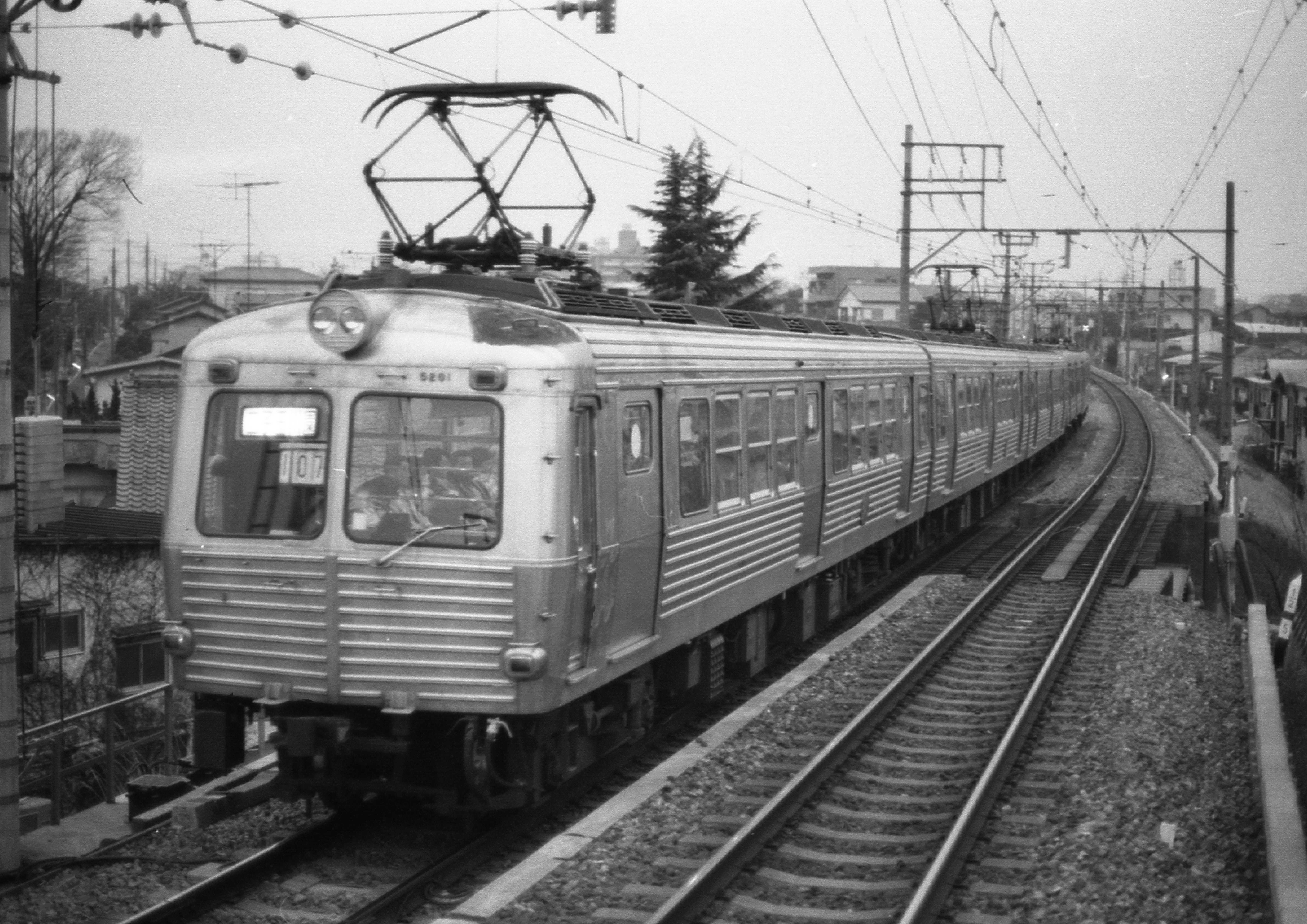
Serie 5200
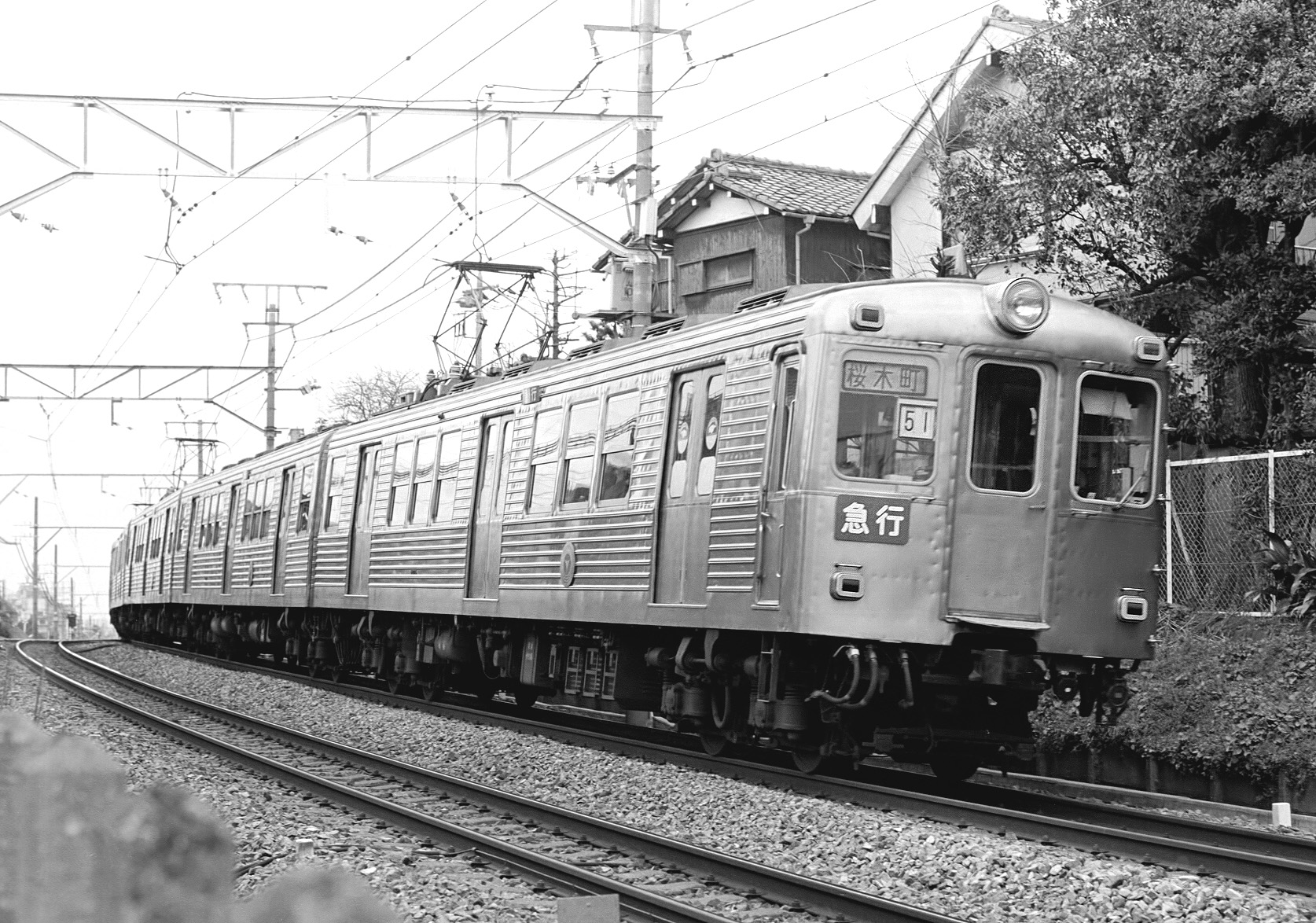
Serie 6000 de primera generación
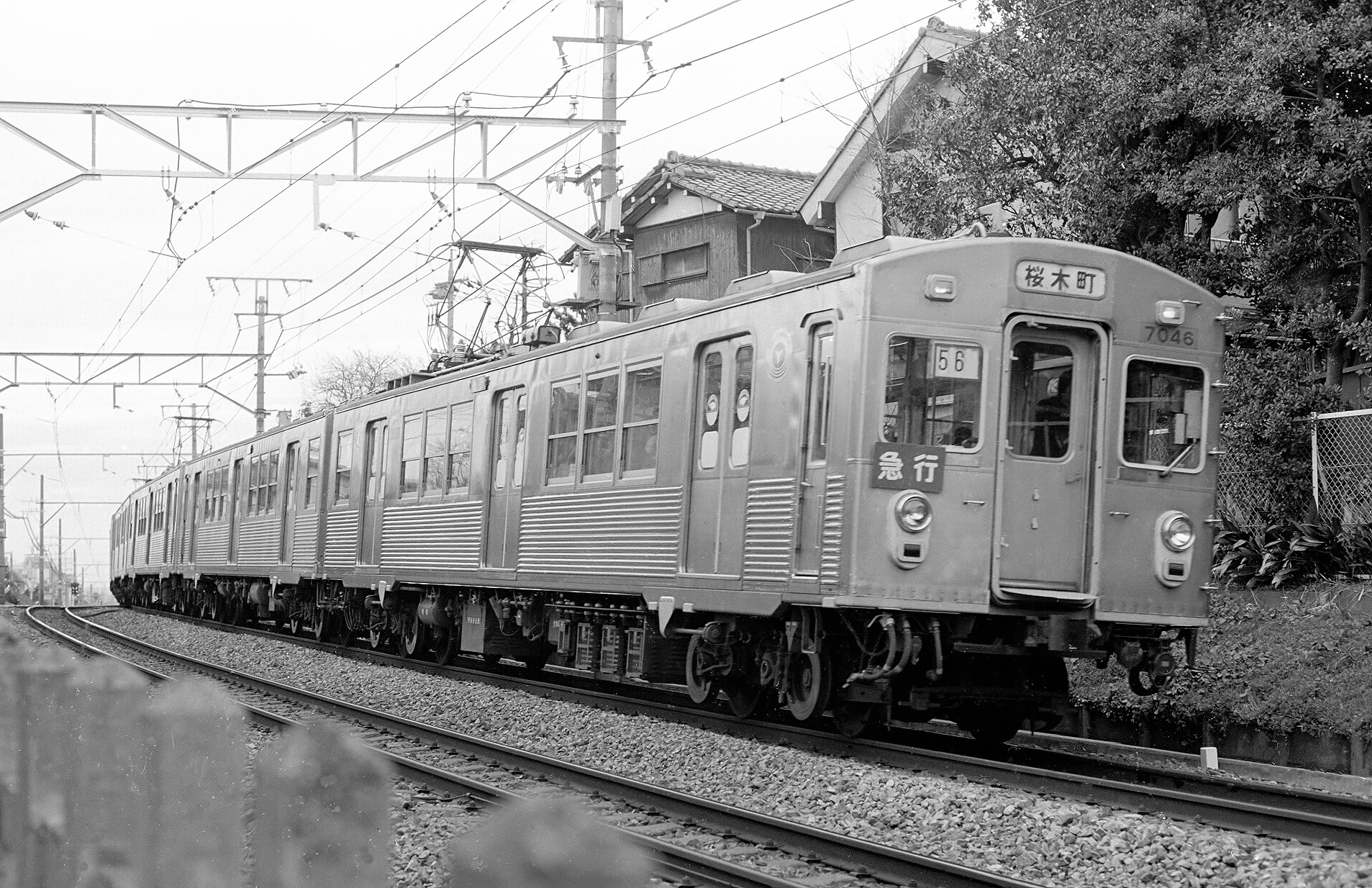
Serie 7000 de primera generación
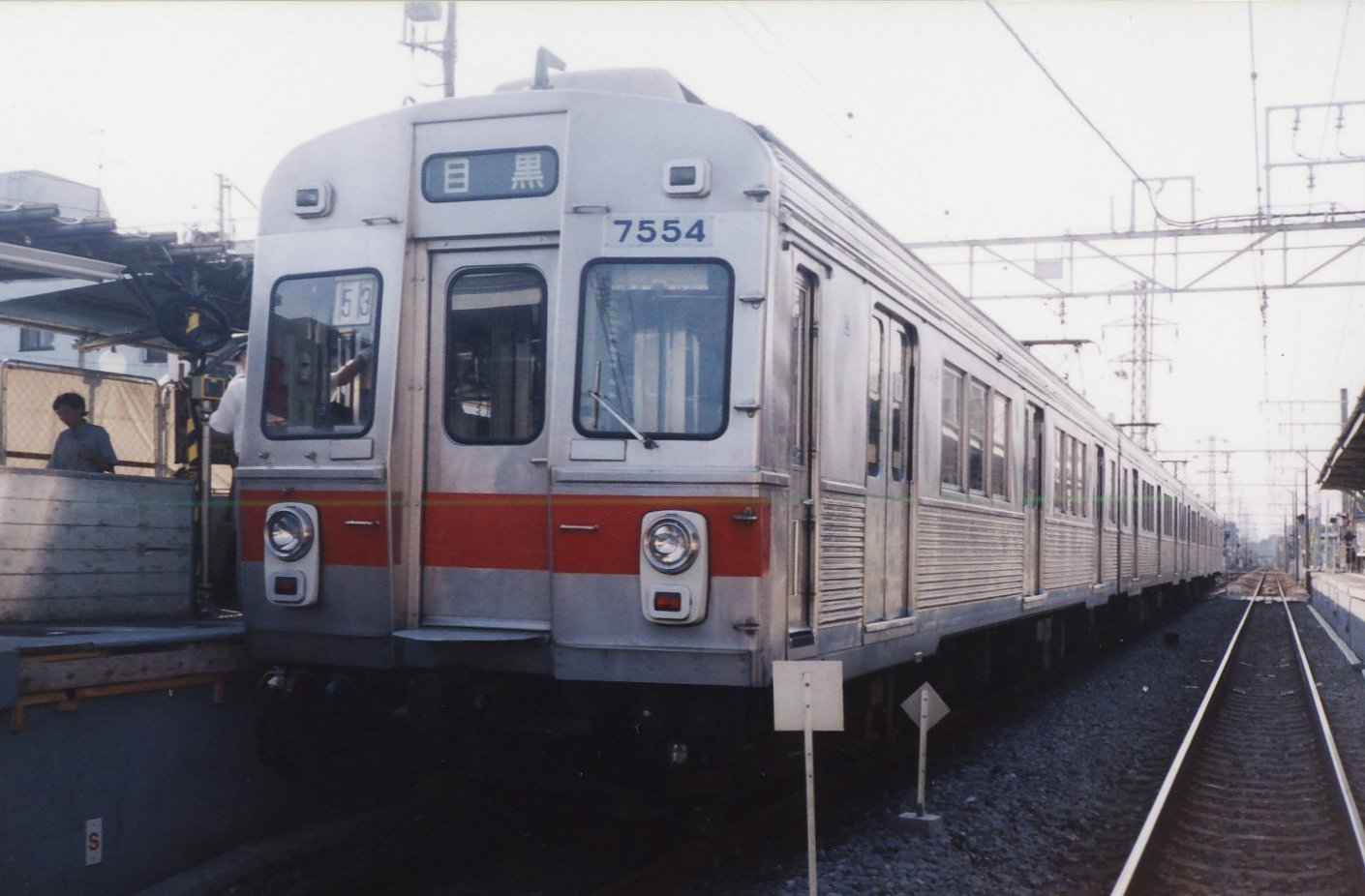
Serie 7200
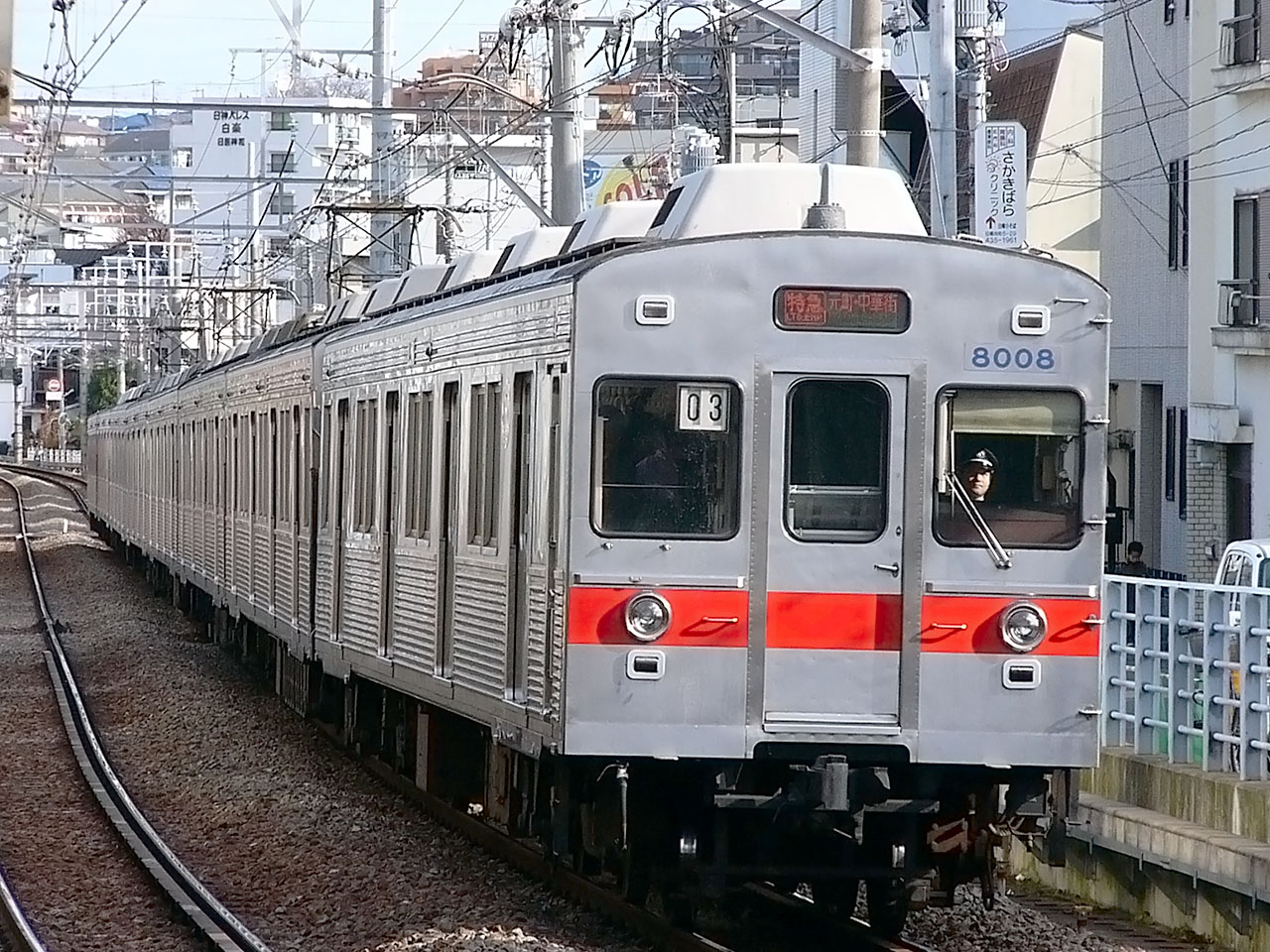
Serie 8000
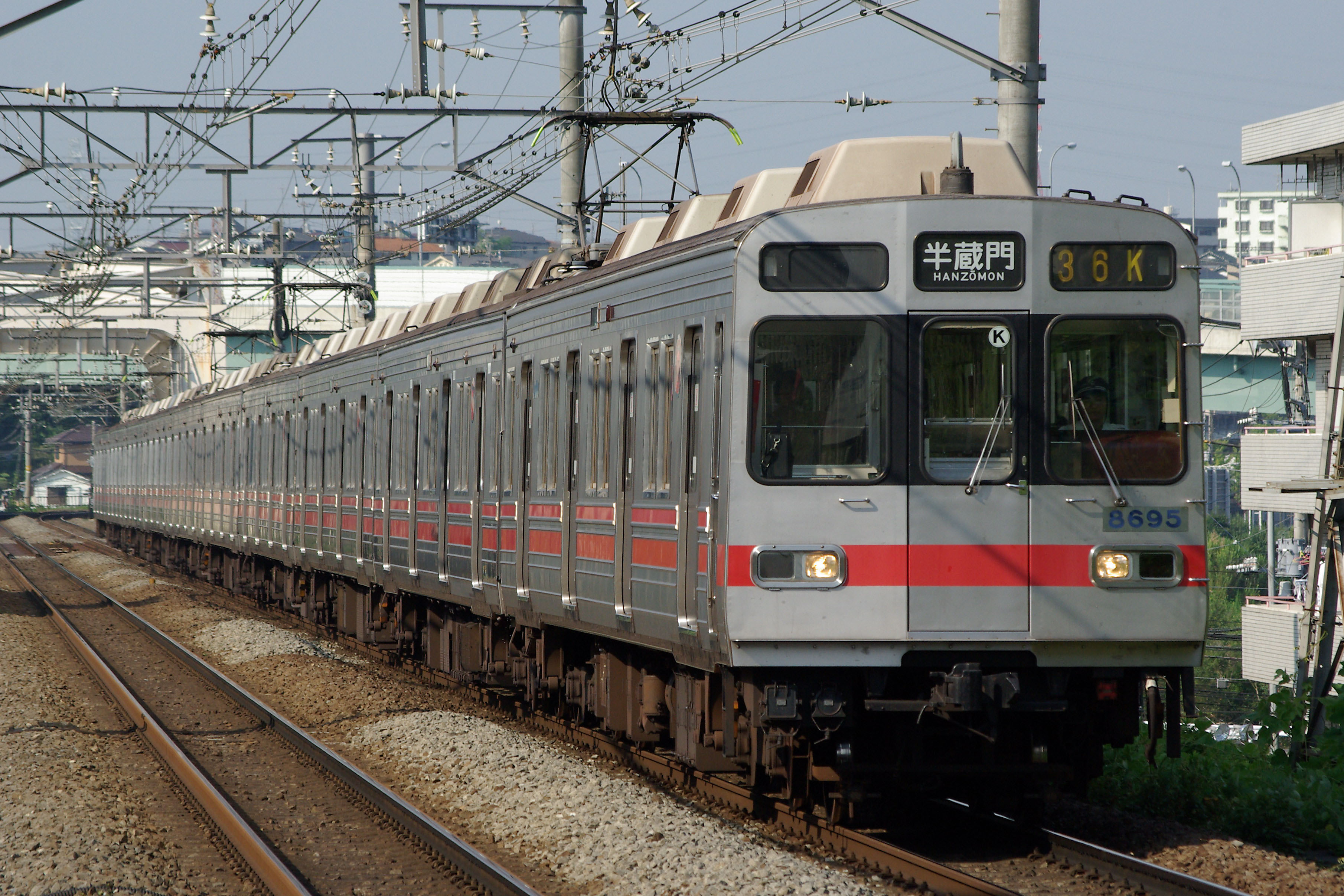
Serie 8590
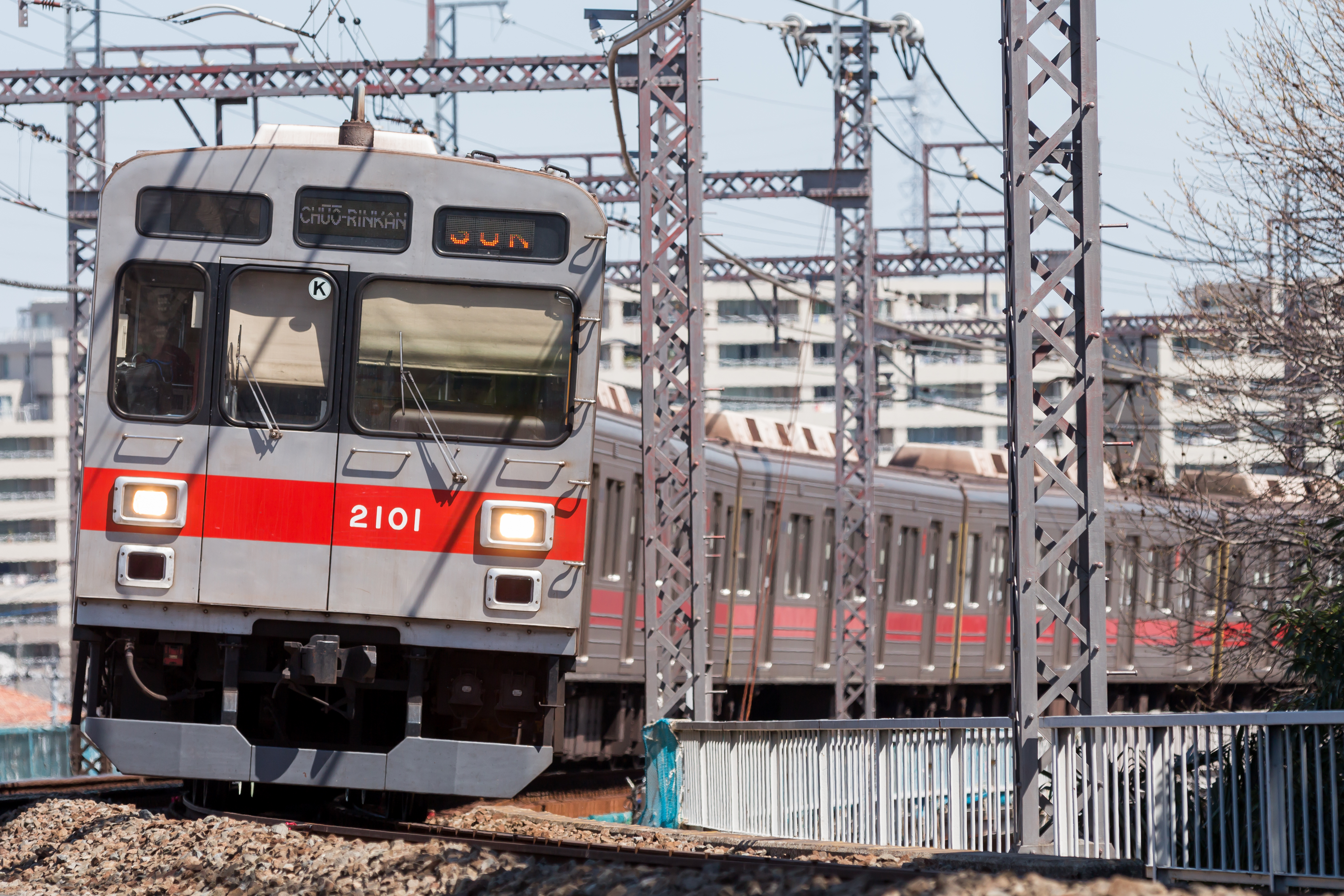
Serie 2000
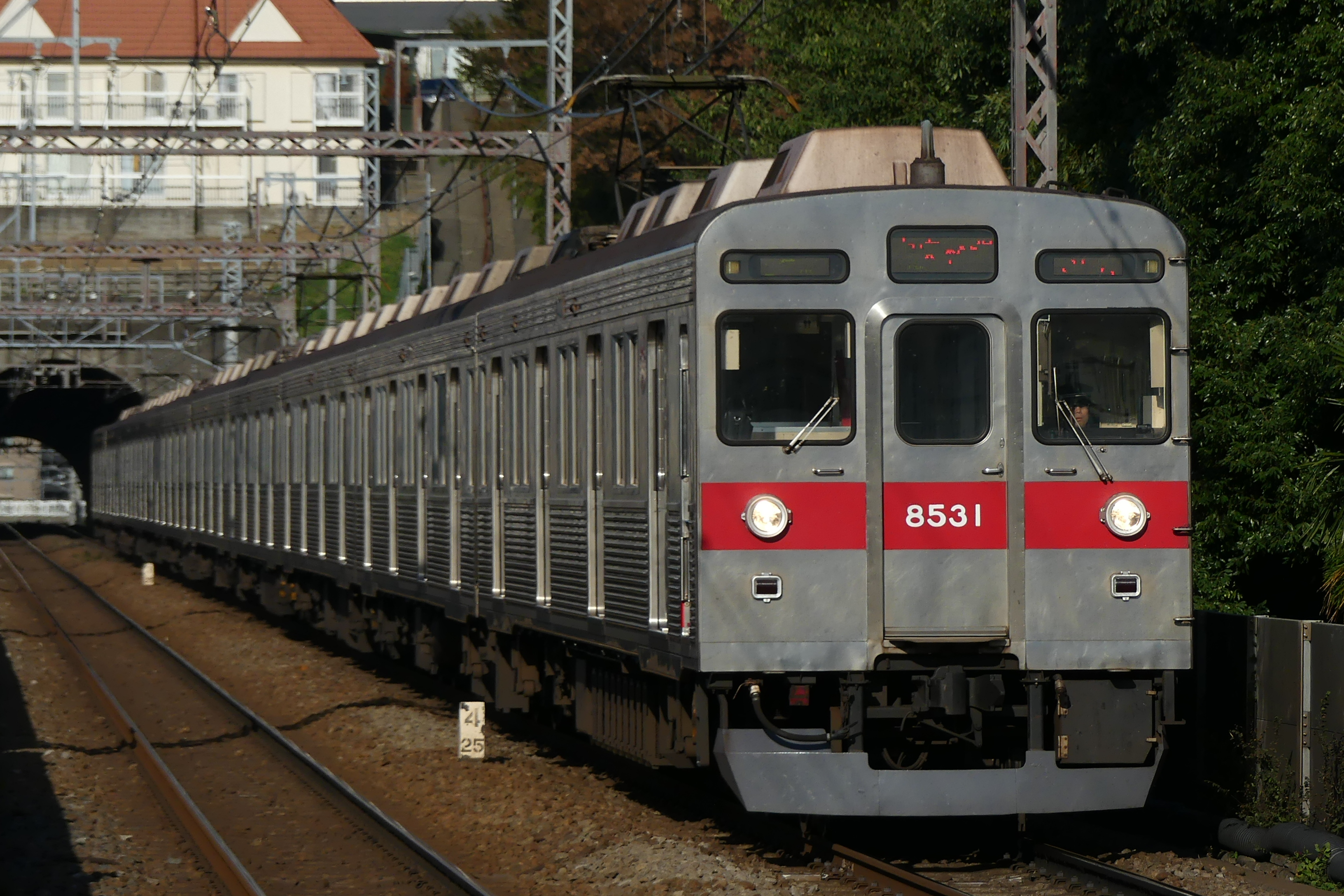
Serie 8500
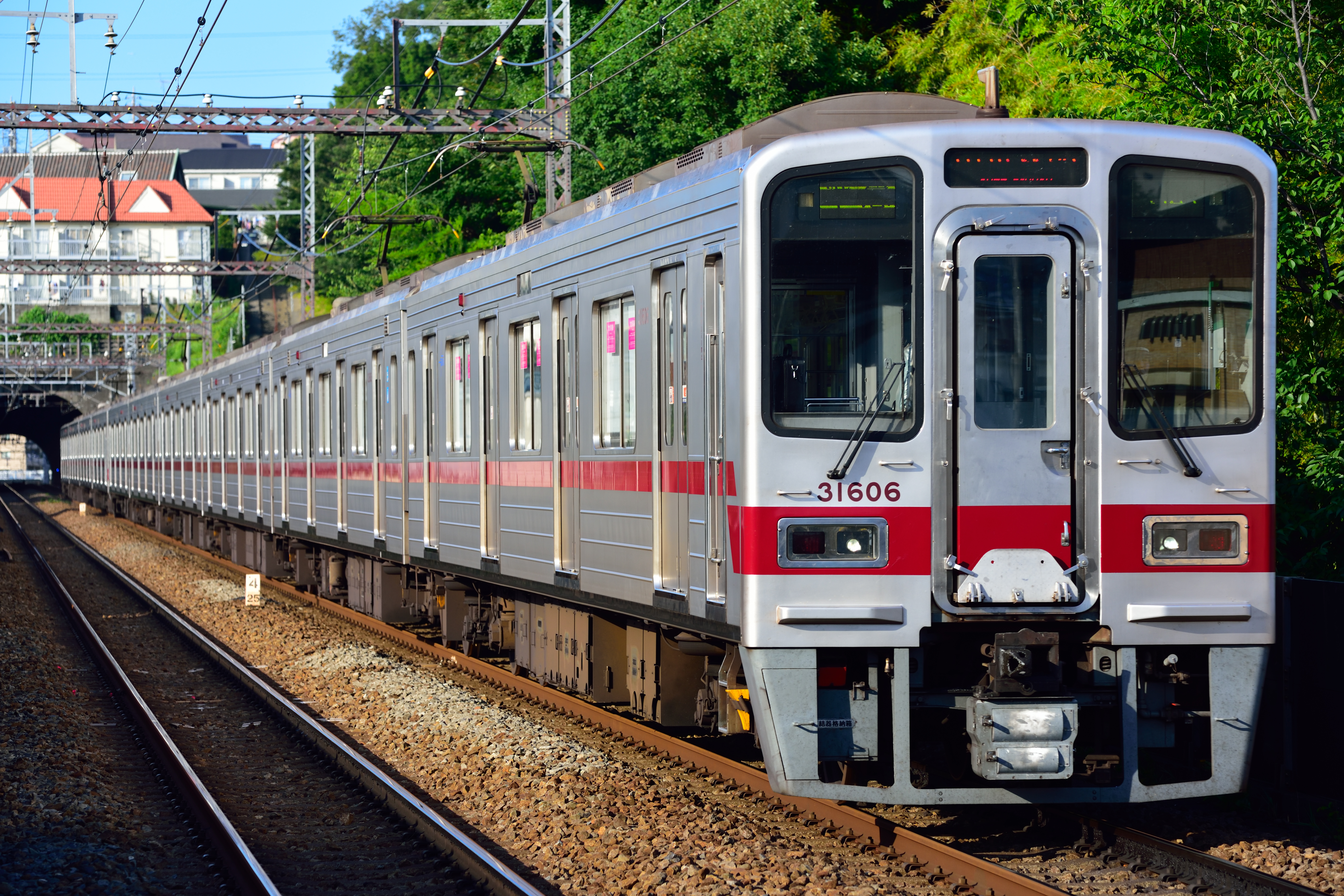
Serie Tobu 30000

## Uso de los vagones
Los trenes que enlazan con las líneas Hanzomon y Tobu no cuentan con el mismo número de vagones como los que se adentran a la línea Oimachi. Los primeros cuentan todos con 10 vagones. En cambio, los últimos llevan siete vagones, si prestan el servicio exprés, y cinco si son trenes locales.

### Vagones para mujeres
El nueve de mayo de 2005 la línea Den-en-toshi se convirtió en la primera línea del grupo Tokyu Corporation en incorporar vagones de uso exclusivo femenino en el transporte.